# Louisa Adams
Louisa Catherine Johnson Adams (Londen, 12 februari 1775 – Washington D.C., 15 mei 1852) was de echtgenote van de Amerikaanse president John Quincy Adams en de first lady van de Verenigde Staten tussen 1825 en 1829.

## Biografie
Ze werd in de Engelse hoofdstad Londen geboren als de dochter van Catherine Nuth en Joshua Johnson. Haar vader kwam uit Maryland en werkte op het consulaat in Londen waar hij Catherine ontmoette. Louisa had zes zussen en een broer. Ze groeide deels op in Nantes, waar haar familie naartoe vluchtte tijdens de Amerikaanse revolutie.
In 1794 ontmoette ze John Quincy Adams in Londen. Drie jaar later trouwden zij in All Hallows-by-the-Tower. Ze kregen drie zonen en een dochter.
In 1801 was Louisa voor het eerst in de Verenigde Staten. Haar schoonvader John Adams was inmiddels al vier jaar president van het land. De volgende jaren leefde de familie verdeeld tussen hun familiehuis in Quincy, hun huis in Boston en het politieke leven in Washington D.C..
In 1809 liet ze haar twee oudere zonen in Massachusetts achter op een kostschool om met haar tweejarig zoontje Charles Francis naar het Russische keizerrijk te trekken, waar haar man een tijd ging werken. De winters waren koud en de gezondheid van Louisa ging achteruit; haar dochter stierf er in 1812, een jaar na haar geboorte.
Voor internationale vredesonderhandelingen ging haar man in 1814 naar Gent en later naar Londen. Om zich bij hem te kunnen voegen, moest Louisa Adams een reis van veertig dagen maken door Europa. Nadat John Quincy voor president James Monroe ging werken, verhuisde de familie in 1817 naar Washington D.C., waar Louisa bekend werd als uitstekende gastvrouw.
Toen John Q. Adams in 1825 president van de Verenigde Staten werd, trok Louisa met haar man in het Witte Huis. Ze was de eerste first lady die buiten de Verenigde Staten werd geboren, en gedurende 192 jaar ook de enige (tot Melania Trump in 2017 first lady werd).
Na de presidentiële ambtstermijn van haar man in 1829 dacht Louisa dat ze zich voorgoed in Massachusetts zouden vestigen, maar in 1831 begon haar man aan een nieuwe carrière van zeventien jaar in het Huis van Afgevaardigden. In 1847 vierden ze hun gouden huwelijk, een fenomeen dat in die tijd vrij uitzonderlijk was.
John Quincy Adams stierf het volgende jaar in het Capitool; zijzelf stierf in 1852 in Washington. Louisa Adams ligt begraven in de grafkelder van de United First Parish Church in Quincy, naast haar man en haar schoonouders John Adams en Abigail Adams.
Martha Washington ·
Abigail Adams ·
Martha Jefferson Randolph ·
Dolley Madison ·
Elizabeth Kortright Monroe ·
Louisa Adams ·
Emily Donelson ·
Sarah Yorke Jackson ·
Angelica Van Buren ·
Anna Harrison ·
Letitia Tyler ·
Priscilla Tyler ·
Julia Tyler ·
Sarah Polk ·
Margaret Taylor ·
Abigail Fillmore ·
Jane Pierce ·
Harriet Lane ·
Mary Lincoln ·
Eliza Johnson ·
Julia Grant ·
Lucy Hayes ·
Lucretia Garfield ·
Mary McElroy ·
Rose Cleveland ·
Frances Cleveland ·
Caroline Harrison ·
Mary Harrison McKee ·
Ida McKinley ·
Edith Roosevelt ·
Helen Taft ·
Ellen Wilson ·
Edith Wilson ·
Florence Harding ·
Grace Coolidge ·
Lou Hoover ·
Eleanor Roosevelt ·
Bess Truman ·
Mamie Eisenhower ·
Jacqueline Kennedy ·
Lady Bird Johnson ·
Pat Nixon ·
Betty Ford ·
Rosalynn Carter ·
Nancy Reagan ·
Barbara Bush ·
Hillary Clinton ·
Laura Bush ·
Michelle Obama ·
Melania Trump ·
Jill Biden ·
Melania Trump
- Bibliothèque nationale de France: cb16705317z (data)
- Gemeinsame Normdatei: 123455456
- International Standard Name Identifier: 0000 0000 2518 2294
- Library of Congress Control Number: n86022545
- Nationale Bibliotheek van Letland: 000239593
- National Archives and Records Administration: 10570635
- Nationale Bibliotheek van Israël: 987007279998005171
- Nationale Bibliotheek van Polen: a0000002859716
- Nederlandse Thesaurus van Auteursnamen: 073664642
- SNAC: w65v49kv
- Virtual International Authority File: 52597139
- WorldCat: E39PBJhRJvpMrkB4Ttp8D38jYP